# 후시미모모야마 능

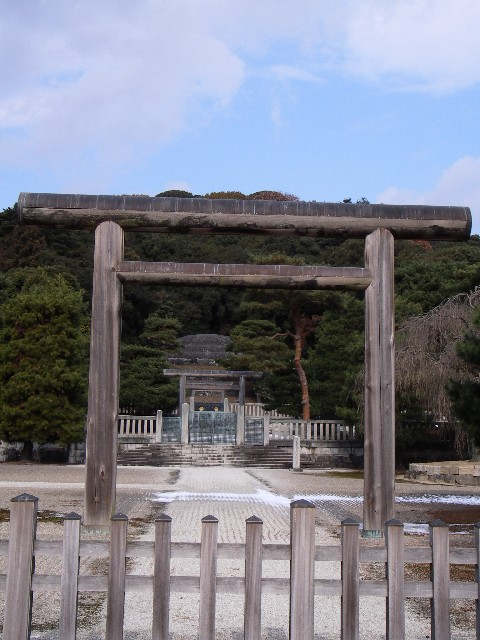
후시미모모야마 동릉

후시미모모야마 능(伏見桃山陵 후시미노모모야마노미사사기[*])은 일본 메이지 천황의 능이다. 모모야마 어릉(桃山御陵 모모야마고료[*])이라고도 한다.
1912년(메이지 45년) 7월 30일 메이지 천황이 도쿄의 메이지 궁전에서 붕어하자 9월 13일 일본 제국 육군 연병장에서 대상의가 거행된 뒤 14일 매장이 이루어졌다.
도요토미 히데요시가 쌓은 후시미성의 혼마루가 있던 터인 모모야마가 능의 부지인데 교토부가 묘소로 정해진 것은 천황의 유언에 따른 것이었다. 오른쪽에는 쇼켄 황태후의 후시미모모야마 동릉(伏見桃山東陵 후시미노모모야마노히가시노미사사기[*])이 인접하고 있으며 간무 천황의 가시와바라 능도 가까이 있다. 이 일대는 모모야마 능묘지로 지정돼 일본 궁내청이 관리하고 있다.
봉분은 옛 방식을 따라 상원하방분으로 조성됐는데 덴지 천황릉을 모델로 했다. 봉분의 위에 굴을 뚫어 내벽을 콘크리트로 굳힌 뒤 그 안에 관이 든 목곽을 봉안했다. 목곽의 내부 틈에는 석회를 넣은 뒤 석개로 덮고 콘크리트로 굳혔다.
능의 산기슭에는 노기 신사가 자리잡고 있다.